# Universidad de Passau
La Universidad de Passau es la única universidad en la región de la Baja Baviera, en el sudeste de Alemania. Se caracteriza por su educación interdisciplinaria, internacional y enfocada en las lenguas.

## Historia
La Universidad de Passau fue fundada en 1978, sin embargo su historia se remonta al año 1622 cuando se adjuntó un Instituto Superior Teológico al Instituto de Educación Secundaria fundado en 1612 por el Fürst Leopoldo V. Luego, en 1803, fue creado un Instituto Superior (Lyzeum) para la ordenación de sacerdotes, el cual fue transformado en 1923 en una Universidad de filosofía y teología.
La actual universidad nació entonces el 1 de agosto de 1978 con una ley que incorporó la Universidad de filosofía y teología a la recién creada Universidad de Passau. El presidente actual de la Universidad de Passau es el  Prof. Dr. Ulrich Bartosch.

## Campus

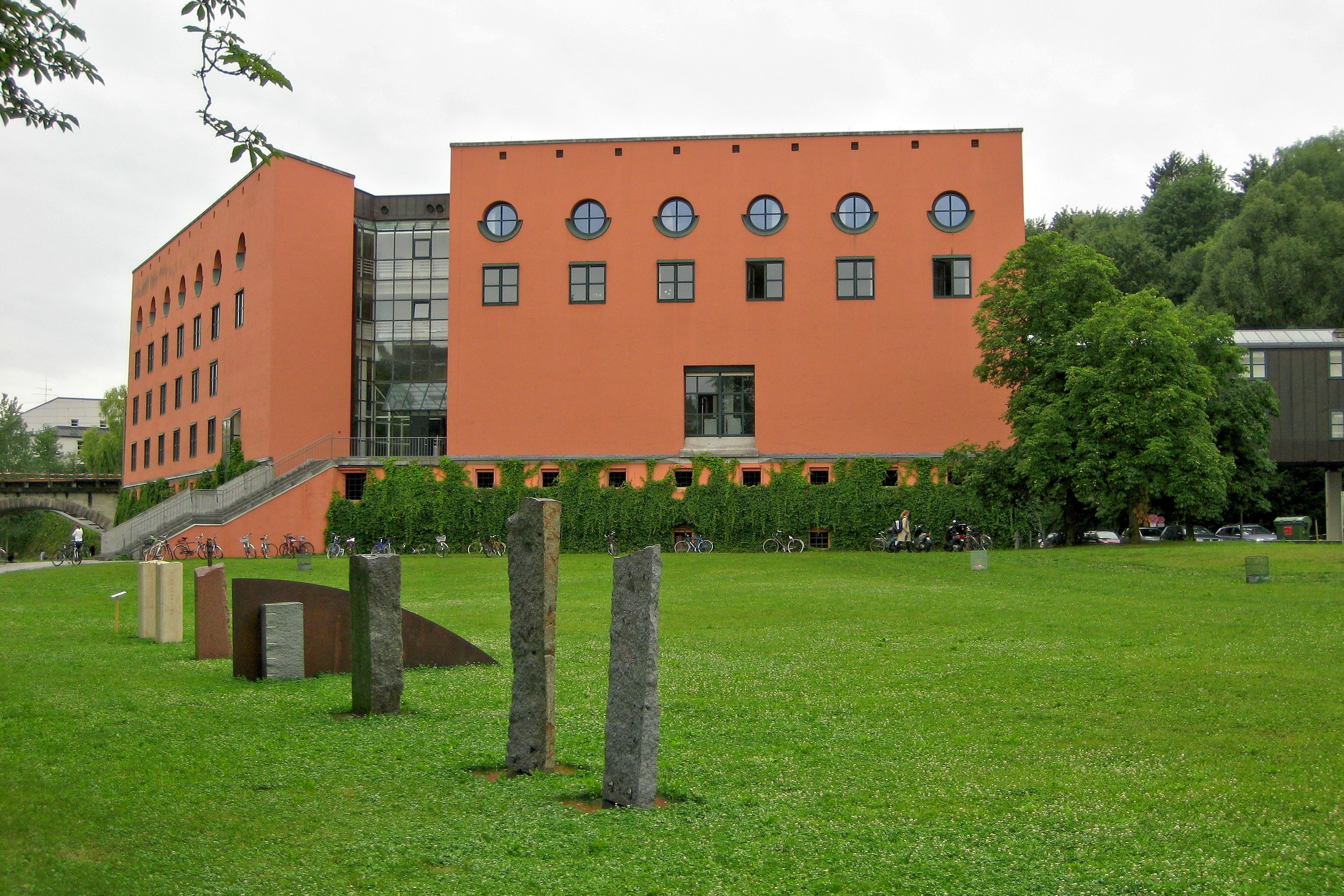
Facultad de Filosofía.

El campus de la Universidad de Passau es probablemente único en Alemania. A excepción de la Facultad de Teología, la cual se encuentra en el centro de la ciudad, todas las facultades se encuentran una al lado de la otra en el mismo terreno, lo cual facilita la comunicación tanto entre profesores como entre estudiantes de las diferentes carreras interdisciplinarias que se ofrecen. De esta manera es probable que asignaturas de jurisprudencia se dicten en la facultad de filosofía y viceversa. El complejo de edificios queda junto al río Eno, lo cual hace de él un lugar idílico para estudiar. Además, múltiples áreas verdes sirven para la relajación del alumnado en el verano.
La arquitectura es decididamente moderna, a excepción del Nikolakloster, edificio que alberga al centro de idiomas y en el cual nació la universidad. Recién en el año 2006 se terminó de construir el edificio International House, ubicado al final del campus con aulas y oficinas de profesores y entes de carácter internacional.
El centro de deportes dispone de un campo de fútbol y atletismo, un gimnasio y de cuatro aulas de uso múltiple totalmente equipadas para el uso de los estudiantes tanto en su tiempo libre como para el aprendizaje de la asignatura de deporte en pedagogía. Una larga lista de disciplinas tradicionales y novedosas se pueden practicar gratuitamente y bajo supervisión de un docente, entre ellas fútbol, vóleibol, baloncesto y aeróbic. Debido a su ubicación junto al río Eno, es posible practicar también deportes acuáticos.

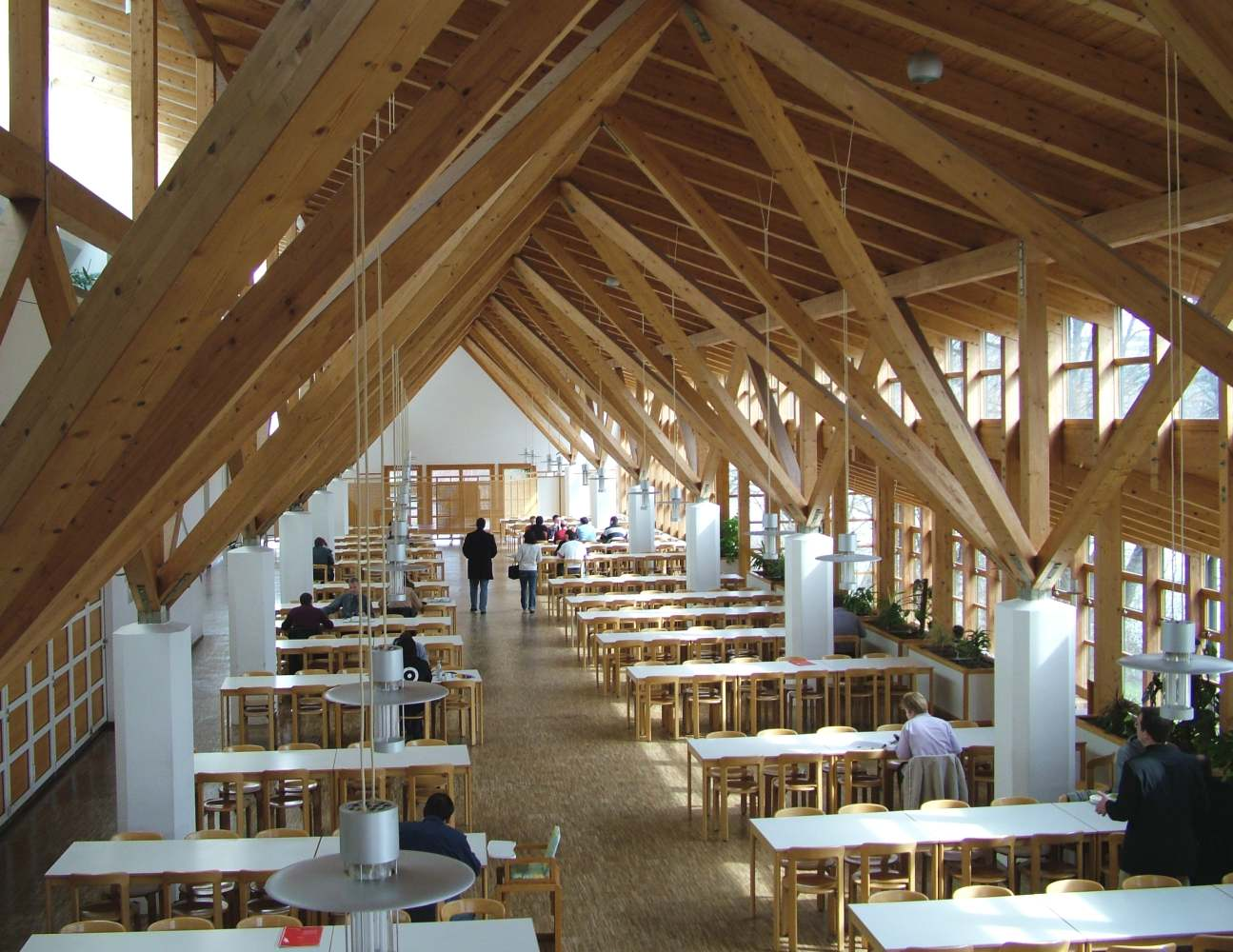
Mensa.

La Universidad de Passau dispone de 600 habitaciones para estudiantes repartidas en cuatro residencias estudiantiles y de una cantina con 560 puestos para almorzar, la cual ha sido galardonada por su calidad en varias ocasiones. También existen en el complejo cuatro cafeterías donde es posible adquirir bocadillos y refrigerios.
Quizá no usada por todos, pero no por ello menos importante, es el Kindergarten para los hijos de los estudiantes y empleados de la universidad. Por el monto de 103€ (abril de 2009) mensuales tienen los padres derecho a una plaza de mediodía, sea esta de tarde o de mañana, sin embargo el bebé debe ser inscrito ya en el primer mes de nacimiento. Esta institución, como parte de una universidad, no es muy común en Alemania, pero su existencia le facilita el estudio a muchos alumnos con hijos en edad preescolar.

## Organización
La universidad posee cinco facultades y 18 institutos de investigación. Además, existen seis órganos independientes al servicio de los estudiantes: La biblioteca universitaria, el centro de idiomas, el centro informático, el centro de deportes, un ente encargado de ofrecer seminarios de soft skills y una plataforma para facilitar la investigación informática.

### Facultades
La Universidad está dividida tanto administrativa como académicamente en cinco facultades.
- Facultad de Teología Católica (Decano: Prof Dr. Hans Mendl)
- Facultad de Derecho (Decano: Prof. Dr. Christoph Herrmann)
- Facultad de Ciencias Económicas (Decana: Prof. Dr. Gertrud Moosmüller)
- Facultad de Filosofía (Decano: Prof. Dr. Hans Krah)
- Facultad de Informática y Matemáticas (Decano Prof. Christian Lengauer)

## Oferta académica
La Universidad de Passau es reconocida a nivel nacional y europeo por su oferta interdisciplinaria, sus contactos con el exterior y su perfil internacional. Además, el centro de idiomas de la universidad se caracteriza por la formación lingüística especializada en Derecho y Economía.
Como en toda universidad, en Passau existe también la posibilidad de realizar doctorados y habilitation o venia legendi. En muchos países europeos, la habilitation es el grado académico máximo, con el cual es posible ser profesor universitario.

### Facultad de Derecho
- Derecho
- LL.M. Derecho Europeo
- Posgrado en Derecho Alemán para extranjeros.

### Facultad de Filosofía
- Pedagogía (Lehramt) para escuela primaria, Hauptschule, Realschule y Gymnasium
- Bachelor of Arts en Medios y Comunicación (Medien und Kommunikation)
- Bachelor of Arts en European Studies
- Bachelor of Arts en International Cultural and Business Studies (Kulturwirtschaft)
- Bachelor of Arts en Ciencias del Estado (Staatswissenschaften)
- Bachelor of Arts en Lengua y Texto (Sprache und Text)
- Bachelor of Arts en Pedagogía para Realschule
- Bachelor of Arts en Historical Cultural Studies
- Master of Arts en European Studies
- Master of Arts Binacional en European Studies (con la Universidad de Aix-en-Provence)
- Master of Arts en Southeast Asian Studies
- Master of Arts en Russian and East European Studies
- Master of Arts en Medios y Comunicación
- Master of Arts en International Cultural and Business Studies
- Master of Arts en Governance and Public Policy
- Master of Arts en Geografía, Cultura, Medio Ambiente y Turismo (Geographie: Kultur, Umwelt und Turismus)

### Facultad de Economía
- Bachelor of Science en Ciencias Económicas (BWL)
- Master of Science en Business Administration
- Master of Arts en International Economics and Business
- Bachelor of Science en Informática aplicada a la economía (BBC)

### Facultad de Informática y Matemática
- Bachelor of Science en Informática
- Bachelor of Science en Internet Computing
- Bachelor of Science en Business Computing
- Master of Science en IT-Security
- Master of Science en Informática
- Informática y Matemática como asignatura en Pedagogía.

### Facultad de Teología Católica
- Teología católica como asignatura en Pedagogía
- Licenciatura en Teología católica
- Posgrado en Teología católica aplicada y Cáritas

## Estudiantes y Profesores

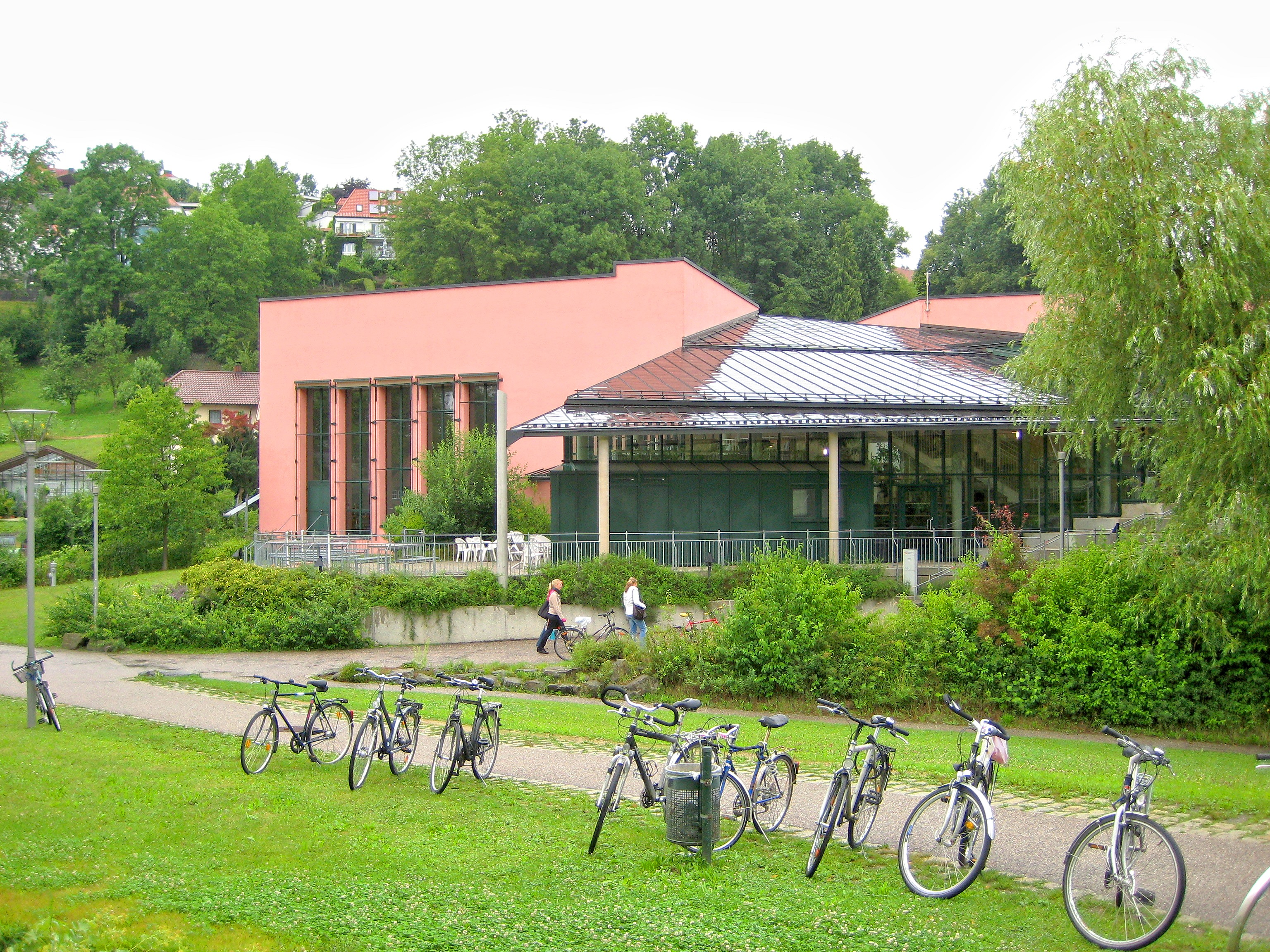
Estudiantes entrando al Audimax

En Passau se forman 9.177 (octubre de 2010) estudiantes y entre el alumnado están representadas 71 naciones y estudiantes apátridas.
En el semestre de invierno 2010/11, el 92,75% de los estudiantes son alemanes, de los cuales el 69,1% son bávaros y el 7,6% de Baden-Wurtemberg.
El mayor grupo de extranjeros en ese mismo semestre son los austríacos representados por 97 estudiantes y seguidos por 79 rusos, 45 checos, 41 chinos, 32 ucranianos, 31 búlgaros, 28 franceses y 26 húngaros.
Estudiantes de intercambio de Afganistán, Azerbaiyán, las Islas Fiyi, Irán, Islandia, Israel, Portugal, Malasia, Mongolia, Nueva Zelanda, Brasil, Senegal, Taiwán, Tailandia, Vietnam, Ecuador, entre otros, están inscritos en la universidad. En total hay, en el semestre de invierno de 2010/11, 665 estudiantes extranjeros, lo cual está por encima del promedio en Alemania.
Interesante es también que 63% del alumnado es de sexo femenino, lo cual lleva a que en ciertas asignaturas haya una cantidad elevada de mujeres e incluso en una que otra no haya ni un estudiante varón.
El sistema universitario alemán permite solamente a las personas con una habilitation dictar clases en una universidad. En Passau trabajan 101 profesores con venia legendi junto con más de 350 docentes que trabajan adjuntos a una cátedra y asisten a los profesores en sus investigaciones y cursos. Asimismo hay también estudiantes ayudantes de cátedra que trabajan junto a los profesores y docentes y eventualmente dictan tutorías.

## Cooperación
La Universidad de Passau tiene acuerdos de cooperación con 150 universidades extranjeras que le permiten a sus estudiantes pasar una temporada de intercambio en América Latina, Estados Unidos, Asia, Europa y Australia. Entre ellas se encuentra el renombrado King's College de Londres en el Reino Unido, la Universidad Autónoma de Barcelona, la Universidad de Málaga y la Universidad Autónoma de Madrid en España, la Universidad de Texas A&M en Estados Unidos, la Universidad del Salvador en Argentina, la Universidad Católica de Santiago del Estero en Argentina,la Universidad de Santiago de Chile, la Pontificia Universidad Católica del Ecuador y la Université Laval en Canadá.

## Deportes, asociaciones estudiantiles, fraternidades y tradiciones

### Deportes
A pesar de la gran oferta de disciplinas deportivas en el centro deportivo de la universidad, solo existen dos equipos que juegan a nivel competitivo. Cabe recalcar que en Alemania, a diferencia de otros países, no existen  competiciones deportivas entre las diferentes universidades.
- American Football - Passau Red Wolves, fútbol americano
- Lacrosse Passau

### Asociaciones estudiantiles
Existen 42 asociaciones estudiantiles culturales, religiosas, sociales y profesionales en la Universidad de Passau. Muchos de los estudiantes colaboran paralelamente a sus estudios en una organización.  Las más conocidas son:
- Asociación de estudiantes UNICEF, que apoya el trabajo de UNICEF en la universidad y la ciudad junto con el grupo de trabajo de Passau
- MUESTRA, que es un festival de cine iberoamericano organizado por estudiantes en la ciudad de Passau.
- ELSA e.V., que es una asociación europea de estudiantes de Derecho
- Model United Nations Society
- AIESEC Passau
- English Drama Group, grupo teatral en inglés
- Passauer Lateinamerika Gespräche (PLA), que organiza anualmente un congreso sobre América Latina
- Passauer Studentenorchester, orquesta estudiantil
- Aegee Passau, asociación estudiantil europea
- Akademisches Kammerorchester, orquesta de cámara estudiantil
- Streit im Kloster (Passauer Debating Union), que es un club de debate.
- Uni Big Band Passau, orquesta de jazz dirigida por el profesor Joe Viera
- Asociación de estudiantes católicos
- Asociación de estudiantes protestantes
- Deutsch-Französische Kulturwerkstatt (DFKW), asociación cultural franco-alemana
- INSTEAD, consultoría económica por estudiantes
- Kuwi Netzwerk e.V., asociación de los estudiantes de International Cultural and Business Studies y European Studies, hoy en día reconocida a nivel nacional en el campo cultural y de negocios internacionales.
- Junge Europäische Föderalisten, Jóvenes Europeos Federalistas

### Fraternidades
Las fraternidades son tradicionales en la vida universitaria alemana, aunque a diferencia de Estados Unidos, su imagen es más bien negativa. En Passau existen cinco fraternidades:
- Corps Budissa
- K.St.V. Boiotro im KV
- Burschenschaft Hanseatia zu Passau
- Akad. Burschenschaft Markomannia
- K.D.St.V. Oeno-Danubia im CV

### Tradiciones
Para los alumnos del primer semestre recién llegados a la ciudad de Passau y, en muchos casos, por primera vez en Baviera o inclusive en Alemania, existe tradicionalmente una recepción en el salón de la ciudad con un menú de comida típica bávara, que consiste en cerveza, Brezels y Leberkäse al son de música tradicional. La bienvenida queda en manos del alcalde de la ciudad y del rector.
También tradicional en la Universidad de Passau es la O-Woche, una semana de integración para los estudiantes del primer semestre que consiste en recorridos por la universidad, la ciudad, los bares de la ciudad, paseos a los alrededores y obviamente, muchas fiestas.
Para los estudiantes extranjeros existe la posibilidad de aplicar a un hermano alemán que los guíe a través de su primer semestre en la universidad.

## Profesores Sobresalientes
- Egon Boshof (* 1937), Profesor de Historia Medieval, Director del Instituto de Investigación del Este Bávaro
- Prof. Dr. Manfred Broy (* 1949), Doctor Honorario en Informática
- Prof. Dr. Dirk Heckmann (1960), Profesor de derecho público
- Prof. Dr. Ferdinand O. Koppl (1932–1995), Profesor de derecho público
- Prof. Dr. Hans Krah, Literatura alemana moderna
- Prof. Dr. Johann Graf Lambsdorff (* 1965), Profesor de economía internacional
- Prof. Dr. Ulrich Manthe (* 1947), Profesor de derecho romano
- Prof. Dr. Heinrich Oberreuter (* 1942), Politólogo
- Prof. Dr. Karl-Heinz Pollok (1929–2003), Presidente fundador de la universidad
- Prof. Dr. Ursula Reutner (*1975), Profesora de Lenguas y Culturas Románicas
- Prof. Dr. Herbert Schindler (1923–2007), Profesor de Historia del Arte
- Prof. Dr. Walter Schweitzer (* 1944), Rector

## Egresados Sobresalientes
- Eike Hallitzky, diputada del congreso bávaro
- Katja Losch, periodista
- Dr. Andreas Scheuer, diputado del congreso alemán
- Prof. Dr. Martin Sebaldt, politólogo
- Bernd Sibler, diputado del congreso bávaro
- Ralf Westhoff, cineasta alemán
- Juli Zeh, escritora alemana
- Annette Zurstraßen, historiadora

## Asociación de Exalumnos
- Asociación de Exalumnos de la Uni Passau (Ehemaligenverein der Uni Passau e.V.)